# CarelessDance
『CarelessDance』（ケアレスダンス） は日本の音楽グループ、ZOOのデビューシングル。1990年5月21日にリリースされた。
メインボーカルはSATUKIで、現TRFのYU-KIが一部ボーカルに参加している。

## 収録曲
1. CarelessDance
 （作詞:佐藤ありす / 作曲:中西圭三・小西貴雄）
2. LastPlay
 （作詞:佐藤ありす / 作曲:中西圭三・小西貴雄）